# Daniel-Charles Trudaine
Pour les articles homonymes, voir Trudaine.
Daniel-Charles Trudaine, né le 2 janvier 1703 à Paris (paroisse Saint-Nicolas-de-Champs) et mort le 19 janvier 1769 à Paris, est un administrateur français. Intendant des finances, il a principalement œuvré dans le développement du corps des ponts et chaussées (1747) et du réseau routier français.
Il est aussi connu par l'atlas dit « Atlas de Trudaine » qu'il a laissé, l'un des plus précis concernant les routes et paysages de la fin du XVIIIe siècle, établi de 1745 à 1780 pour les Ponts et Chaussées. 

## Biographie

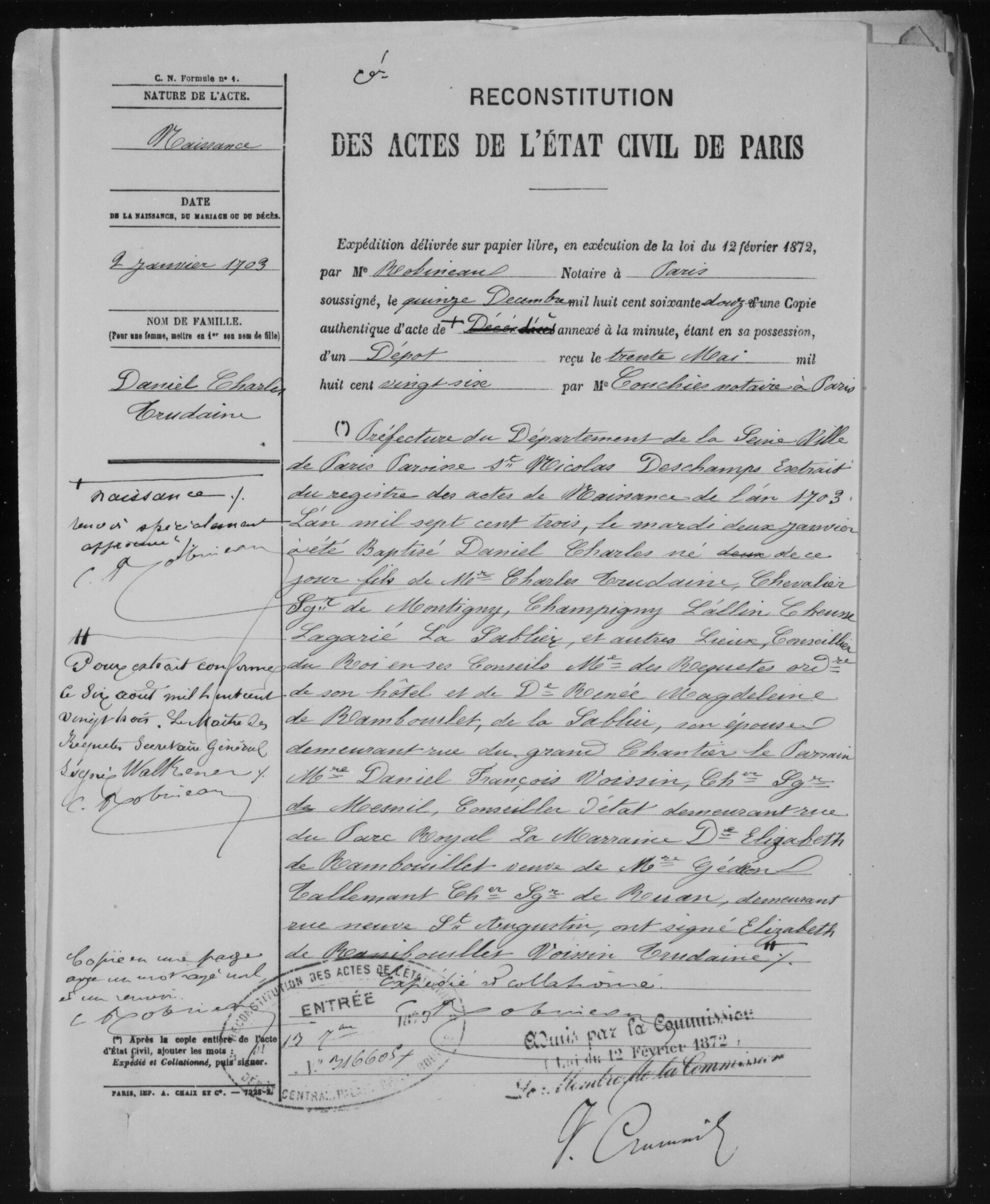
Acte de baptême de Daniel-Charles Trudaine (1703-1769) le 2 janvier 1703 en l'église Saint-Nicolas-des-Champs de Paris

Daniel-Charles Trudaine, fils de Charles Trudaine (1660-1721), prévôt des marchands de Paris célèbre pour sa droiture et son intégrité, et de Renée Madeleine de Rambouillet de la Sablière (1680-1746), est né le 2 janvier 1703 rue du Parc-Royal à Paris et il est baptisé le même jour en l'église Saint-Nicolas-des-Champs. 
Après avoir occupé les charges de maître des requêtes, de conseiller d'État, d'intendant de la généralité de Riom de 1730 à 1734, il est choisi en 1743 par le contrôleur général Philibert Orry pour diriger, en qualité d'intendant des finances, le service des ponts et chaussées. 
Son premier soin est de créer à Paris un bureau de dessinateurs chargés de réunir et de rapporter les plans des grandes routes, dont le contrôleur général Orry avait prescrit l'exécution en 1738. 

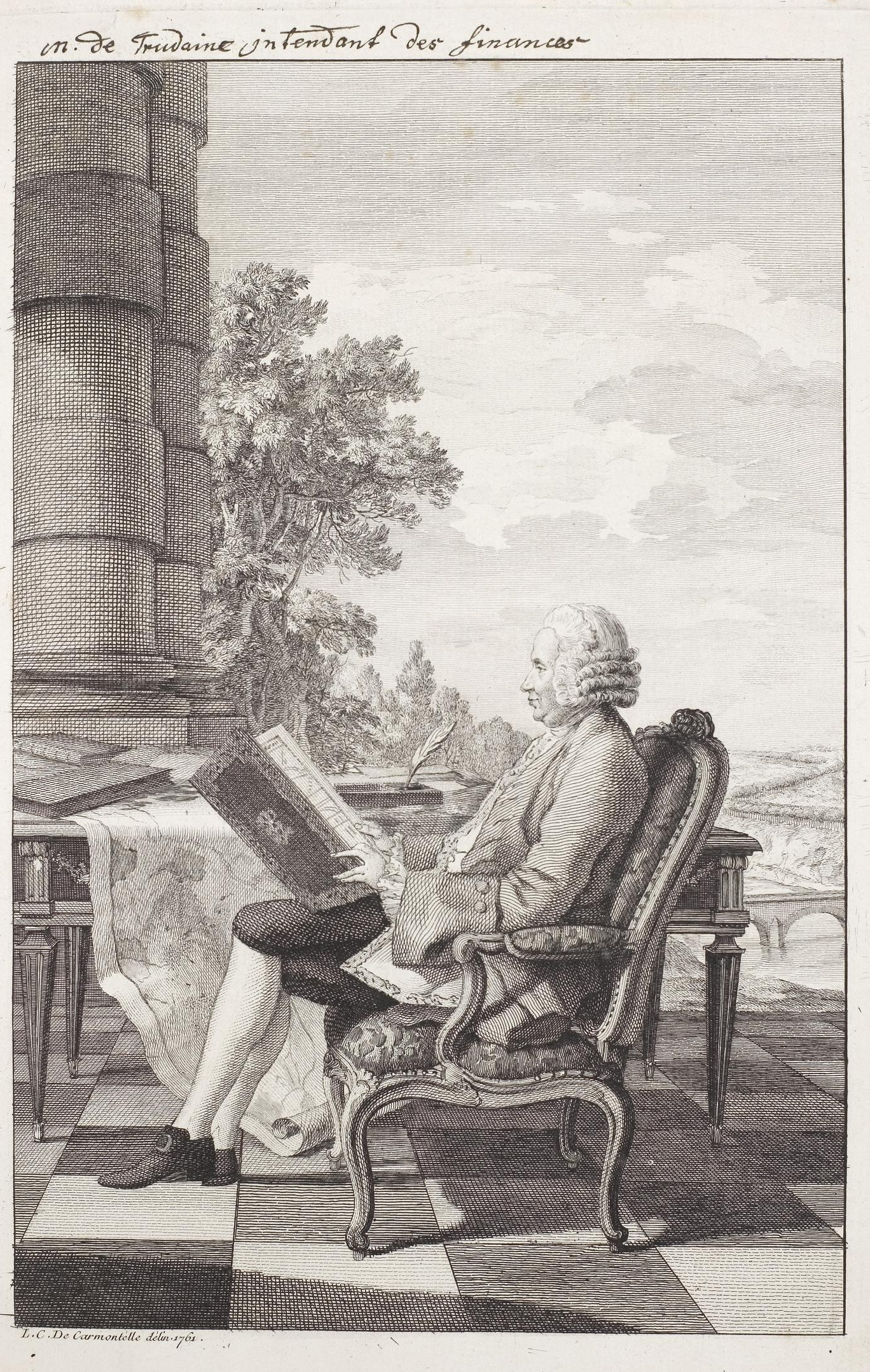
Portrait de Daniel-Charles Trudaine, d'après Carmontelle

Ces plans, dessinés à l’échelle d'une ligne pour dix toises, et accompagnés de tableaux détaillés, se trouvent encore dans plusieurs bureaux d'ingénieurs et sont remarquables par le soin avec lequel ils ont été dressés. 
Il est conseiller au Parlement de Paris, puis intendant d'Auvergne de 1730 à 1734. En 1743, il est nommé membre honoraire de l'Académie royale des sciences et, l'année suivante, directeur de l'Assemblée des inspecteurs généraux des ponts et chaussées, fonction qu'il occupe jusqu'à sa mort en 1769. Il succède ainsi à la tête des ponts et chaussées à Henri François de Paule Lefèvre d'Ormesson. 
En 1749, il est nommé Directeur du commerce, fonction considérable puisqu'il gouverne l'ensemble des intendants du commerce de France fonction qu'il occupe jusqu'à sa mort. C'est son fils Jean Charles Philibert Trudaine de Montigny qui lui succède à cette fonction de 1769 à 1777. Daniel-Charles Trudaine fonde l'École royale des ponts et chaussées en 1747, avec à sa tête Jean-Rodolphe Perronet, ingénieur de la généralité d'Alençon. On lui doit d’avoir encouragé de nombreuses missions en France ou à l’étranger, notamment en Italie celles de Jacques Vaucanson (1742), Jean Antoine Nollet (1749) et Desmarets (1765). 
En tant qu'administrateur des ponts et chaussées, Trudaine, économiste éclairé, fait réaliser plusieurs milliers de kilomètres de routes royales (actuelles routes nationales) reliant Paris aux frontières et aux principaux ports de mer. Ce réseau routier est alors considéré comme l'un des  meilleurs d'Europe : routes aussi rectilignes que possible, tracées « de clocher à clocher », d'une largeur de 60 pieds, soit 19,40 mètres, bordées d'arbres fournis par les pépinières royales et de fossés entretenus par les riverains.
C'est lui qui décide de la construction de la Place royale de Reims. Il a aussi mis le pied à l'étrier de Jean-Pierre-François Guillot-Duhamel et Gabriel Jars, deux jeunes ingénieurs qui perfectionnent la technique métallurgique et minière après des voyages à l'étranger.
Son fils, Jean-Charles-Philibert Trudaine de Montigny, lui succède à la tête de l'Assemblée des inspecteurs généraux des ponts et chaussées.

## L'atlas de Trudaine

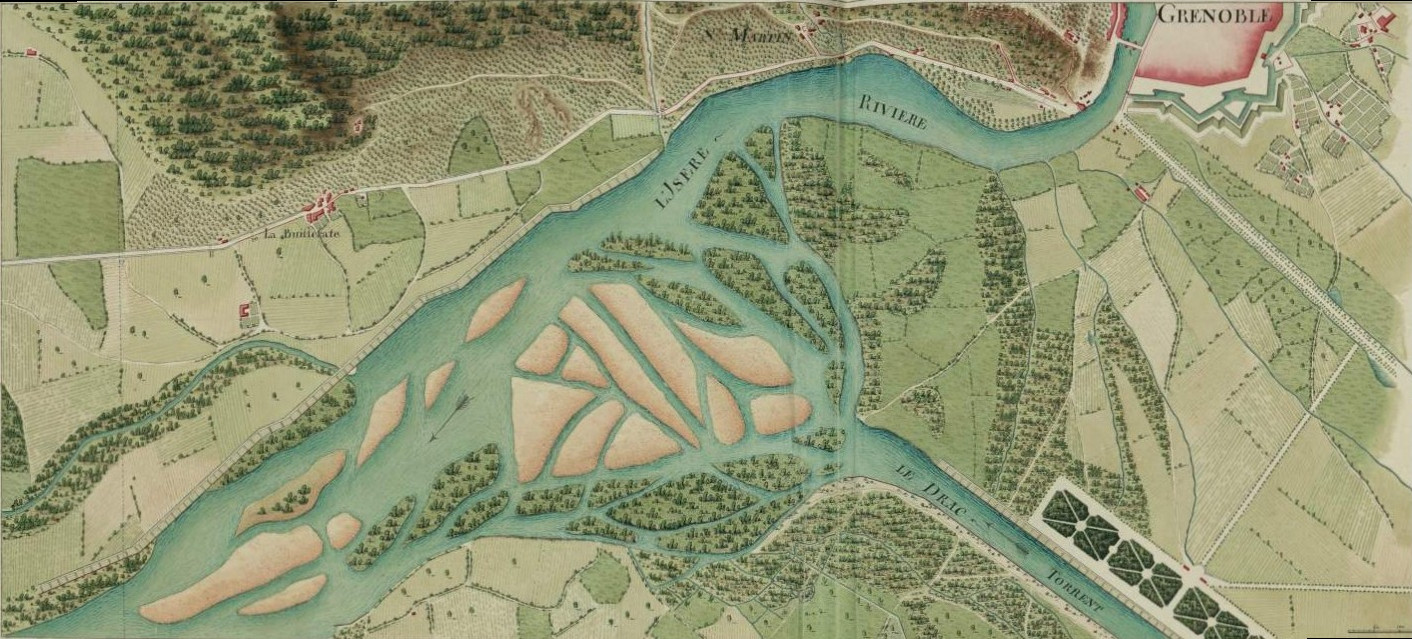
Confluent du Drac et de l'Isère près de Grenoble

Beaucoup plus précis pour la représentation des routes que la carte de Cassini, il présente la caractéristique de contenir non seulement les routes existantes, mais tous les projets routiers de l'époque. Toute la France n'a cependant pas été cartographiée : seules 22 généralités des pays d'élections régies par des intendants l'ont été. Ce travail n'a pas été étendu aux pays d'états (Bourgogne, Provence, Languedoc et Bretagne) ni aux pays d'imposition conquis par Louis XIV, sauf pour la généralité de Metz (3 atlas) et le Hainaut-Cambrésis (trois atlas aussi) qui ont fait l'objet d'une cartographie détaillée. 
Cet atlas constitue une documentation historique précieuse et très recherchée sur les paysages français.